# Lamartine Babo
Lamartine de Azeredo Babo, né le 10 janvier 1904 à Rio de Janeiro et mort le 16 juin 1963 dans la même ville, est un compositeur brésilien.

## Biographie
Lamartine Babo naît le 10 janvier 1904 à Rio de Janeiro. Sa mère lui enseigne le piano. Lorsqu'il a 12 ans son père meurt et il est alors contraint de travailler comme office-boy. À 13 ans, grâce a une poésie, il gagne un concours de littérature et dans le même temps compose une valse et un foxtrot. À partir de 1924 il est consacré professionnellement sur la scène musicale par ses nombreuses compositions pour revues musicales. Il compose de la musique de carnaval face au grand public, et plusieurs centaines de sambas.
Encouragé par Heber de Bôscoli dans le cadre du programme Trem da Alegria, il se consacre à la production des hymnes des équipes de football de Rio de Janeiro (Flamengo, Fluminense, Botafogo, Vasco da Gama, America - dont il est fan - et Bangu), qui finissent par être officiellement et définitivement adoptés par les clubs et les supporters.
Lamartine Babo meurt le 16 juin 1963 dans sa ville natale, d'un infarctus en pleine répétition de son spectacle Teu cabelo não nega.